# 北河水库 (松滋)
北河水库是中国湖北省荆州市松滋市境内的一座水库，位于松滋河支流北河上，建于1970年。水库正常库容为2744万立方米，集雨面积为75平方千米，海拔为125米。